# ألفريدو أسكاليرا
ألفريدو أسكاليرا (بالإنجليزية: Alfredo Escalera)‏ مواليد 21 مارس 1952 في بورتوريكو، هو ملاكم يصنف ضمن فئة وزن الريشة.

## إحصائيات
خاض خلال مسيرته 70 نزالا، فاز في 53 وتعادل في 3 وخسر في 14. فاز بالضربة القاضية في 31 نزالا.

## روابط خارجية
- ألفريدو أسكاليرا على موقع بوكس ريك (الإنجليزية) (registration required)